# 旭町 (行田市)
旭町（あさひちょう）は、埼玉県行田市の地名。現行行政地名は旭町のみ。丁番を持たない単独町名である。住居表示実施済み。郵便番号は361-0074。

## 地理
秩父鉄道行田市駅の南東、埼玉県行田市の中央部付近に位置する。行田市宮本・行田市桜町・行田市行田・行田市向町・行田市長野に接する。
町域外の北部を埼玉県道128号熊谷羽生線が横切り、町域の中心部を埼玉県道66号行田東松山線が通っている。
明治後期までは田畑が広がる地域であったが、大正後期頃から宅地化が進むと同時に、主に被服や足袋関係の工場が多数作られた。町域内を縦断する埼玉県道66号行田東松山線（行田市内では「産業道路」と呼ばれる）は、市北部からJR吹上駅までの主な経路として交通量が多いことから、道路沿いに多くの飲食店やスーパーマーケットが営業している。

### 河川
- 忍川 - 町域の東部を流れる。

## 歴史
- 1967年（昭和42年）11月1日 - 佐間（大字）、長野（大字）の各一部から分離合併して旭町が成立し住居表示を実施。

## 世帯数と人口
2017年（平成29年）10月1日現在の世帯数と人口は以下の通りである。
| 町丁 | 世帯数  | 人口  |
| ---- | ------- | ----- |
| 旭町 | 293世帯 | 695人 |

## 小・中学校の学区
市立小・中学校に通う場合、学区は以下の通りとなる（旧行田市立中央小学校と旧行田市立星宮小学校が統合し、2022年4月に旧行田市立中央小学校跡に行田市立忍小学校が開校）。
| 番地     | 小学校           | 中学校             |
| -------- | ---------------- | ------------------ |
| 13〜16番 | 行田市立東小学校 | 行田市立行田中学校 |
| その他   | 行田市立忍小学校 | 行田市立行田中学校 |

## 交通
町域内に鉄道およびバス停は存在しない。

### 道路
- 埼玉県道66号行田東松山線

## 主な施設等
- 老本幼稚園
- 行田市シルバー人材センター - 指定避難所[6]
- 市営旭町住宅
- 二旭会館
- カトリック行田教会
- イサミコーポレーションスクール工場 - 工場・事務所・土蔵・モルタル蔵・木造倉庫が日本遺産に認定